# Mtubatuba Local Municipality
Mtubatuba (englisch Mtubatuba Local Municipality) ist eine Lokalgemeinde im Distrikt Umkhanyakude der südafrikanischen Provinz KwaZulu-Natal. Der Verwaltungssitz befindet sich in Mtubatuba. Bürgermeister ist M. C. Zungu.
Die Gemeinde ist nach dem Zulu-Clanchef Nkosi Mtubatuba aus dem Mkhwanazi-Clan benannt.

## Geografie
Mtubatuba liegt im von Osten KwaZulu-Natal und an der Küste des Indischen Ozeans. Bis nach Durban sind es von der Gemeinde aus ungefähr 200 Kilometer in südlicher Richtung und bis nach Richards Bay ungefähr 55 Kilometer entlang der Nationalstraße N2.
80 % des Territoriums befinden sich in Stammesbesitz.
Im Gemeindegebiet gibt es viele natürliche Gewässer, Feuchtgebiete und einheimische Wälder. Das Grundwasser ist qualitativ hochwertig.

## Städte und Orte
| - DukuDuku - Enqupheni - KwaMsane - KwaMsane - Machibini - Madwaleni - Makhambane - Mfekayi | - Mhujini - Mtubatuba - Ndombeni - Nkatha - Nkolokoto - Nkombose - Ogengele - Ophondweni | - Phondweni - Qakwini - Riverview - ShikiShela - Somkele - St. Lucia |

## Geschichte
Früheste Besiedlungen im Gebiet der Gemeinde können bereits für die Eisenzeit nachgewiesen werden. Im Dukuduku-Wald wurden mehrere Areale mit Siedlungsresten aus der frühen und späten Eisenzeit gefunden.
Die kürzer zurückliegende Geschichte der Gemeinde und der Stadt begann als Bahnhof und als Kreuzung der alten Hauptstraße von Durban nach eGolela an der Grenze zu Eswatini und der Straße zum St.-Lucia-Mündungsgebiet. Im 20. Jahrhundert richtete die Regierung eine Raketentest-Basis auf der Nibela-Halbinsel ein und im Zweiten Weltkrieg gab es in der Catalina-Bucht einen Stützpunkt der Luftwaffe. Nach dem Zweiten Weltkrieg bot die damalige Regierung einigen Soldaten, die in Nordafrika und Italien gekämpft hatten, hier Land an, damit sie sich selbst versorgen konnten. Dabei wurde mit dem Anbau von Zuckerrohr begonnen.
Mit der Zeit siedelten sich immer mehr Menschen in diesem Gebiet an, so dass neue Siedlungen geplant werden mussten. In den folgenden Jahren wurde auf Veranlassung der Regierung der Schutz der rezenten Küstenwälder ausgebaut, die mittlerweile als Weltkulturerbe anerkannt wurden. 1998 wurde von der Provinzregierung in KwaZulu-Natal beschlossen, dass die 700 im Dukuduku-Wald lebenden Familien umgesiedelt werden sollten. Es wurden zwei Farmen gekauft, auf denen eine neue Siedlung für die Familien errichtet wurde. Allerdings wandte sich die Gemeindeverwaltung gegen diese Pläne, da die Gegner der Umsiedlung stärker wurden. 2008 bewohnten ungefähr 3200 Familien die Waldgebiete.

## Bevölkerung
Im Jahr 2011 hatte die Gemeinde 175.425 Einwohner auf einer Fläche von 1970 Quadratkilometern. Davon waren 98,1 % schwarz und 1 % weiß. Erstsprache war zu 92,4 % isiZulu, zu 2,9 % Englisch und zu 1,3 % isiNdebele.

## Wirtschaft

### Landwirtschaft
In Mtubatuba stützt sich die Wirtschaft zum größten Teil auf Agrar- und Forstbetriebe. Die wichtigsten Produkte sind Nutzholz und Zucker. In River View gibt es eine Zuckerfabrik.

### Tourismus
Die Natur der Gemeinde bietet sich für Ökotourismus an: die unmittelbare Nähe zum iSimangaliso-Wetland-Park – der Hauptzugang zum Park liegt in Mtubatuba – und das Feuchtgebiet der Flussmündungen des Mkuze River, des Nyalazi und des Hluhluwe River.